# Prawo podziału Nernsta
Prawo podziału Nernsta albo krótko prawo podziału określa sposób, w jaki dowolna substancja chemiczna (substancja rozpuszczona) ulega podziałowi pomiędzy dwa niemieszające się rozpuszczalniki tak, że w stanie równowagi stosunek stężeń substancji rozpuszczonej w tych dwóch rozpuszczalnikach jest stały w danej temperaturze i nie zależy od ogólnego stężenia substancji.

## Wyprowadzenie
W opisywanym przypadku mamy do czynienia z wieloskładnikowym układem dwufazowym składnika {\displaystyle \mathrm {X} } w fazie {\displaystyle \mathrm {A} } i składnika {\displaystyle \mathrm {X} } w fazie {\displaystyle \mathrm {B} .} Jeżeli założymy stałą temperaturę i ciśnienie, i to że układ znajduje się już w stanie równowagi termicznej i mechanicznej, to warunkiem równowagi tego układu jest równość potencjału chemicznego składnika {\displaystyle \mathrm {X} } w fazie {\displaystyle \mathrm {A} } i potencjału chemicznego składnika {\displaystyle \mathrm {X} } w fazie {\displaystyle \mathrm {B} ,} co ilustruje poniższe równanie:
{\displaystyle \mu _{\mathrm {X} }^{\mathrm {A} }=\mu _{\mathrm {X} }^{\mathrm {B} }}
Przyjmijmy układ odniesienia, w którym punktem odniesienia jest stan standardowy składnika {\displaystyle \mathrm {X} } w fazie {\displaystyle \mathrm {F} {:}}
{\displaystyle \mu _{\mathrm {X} }^{\mathrm {F} }=\mu _{\mathrm {X} }^{\circ \mathrm {F} }+RT\ln(a_{\mathrm {X} }^{\mathrm {F} }),}
gdzie:
{\displaystyle \mu _{\mathrm {X} }^{\mathrm {F} }} – potencjał chemiczny składnika {\displaystyle \mathrm {X} } w fazie {\displaystyle \mathrm {F} ,}
{\displaystyle \mu _{\mathrm {X} }^{\circ \mathrm {F} }} – standardowy potencjał chemiczny składnika {\displaystyle \mathrm {X} } w fazie {\displaystyle \mathrm {F} ,}
{\displaystyle R} – stała gazowa,
{\displaystyle T} – temperatura wyrażona w kelwinach,
{\displaystyle a_{\mathrm {X} }^{\mathrm {F} }} – aktywność składnika {\displaystyle \mathrm {X} } w fazie {\displaystyle \mathrm {F} .}
Warunek równowagi przyjmuje postać:
{\displaystyle \mu _{\mathrm {X} }^{\circ \mathrm {A} }+RT\ln(a_{\mathrm {X} }^{\mathrm {A} })=\mu _{\mathrm {X} }^{\circ \mathrm {B} }+RT\ln(a_{\mathrm {X} }^{\mathrm {B} }).}
Po przekształceniu:
{\displaystyle {\frac {a_{\mathrm {X} }^{\mathrm {A} }}{a_{\mathrm {X} }^{\mathrm {B} }}}=\mathrm {e} ^{-{\frac {\mu _{\mathrm {X} }^{\circ \mathrm {A} }-\mu _{\mathrm {X} }^{\circ \mathrm {B} }}{RT}}}.}
Prawa strona jest funkcją tylko temperatury i ciśnienia, więc w warunkach stałości obu parametrów jest stałą, którą oznaczymy przez {\displaystyle K_{\mathrm {X(AB)} }^{a}} (indeks górny {\displaystyle a} oznacza, że wielkość jest odniesiona do aktywności):
{\displaystyle {\frac {a_{\mathrm {X} }^{\mathrm {A} }}{a_{\mathrm {X} }^{\mathrm {B} }}}=K_{\mathrm {X(AB)} }^{a}.}
Jest to ogólna postać prawa podziału, która nie jest przydatna w praktyce. Należy więc zastosować następne przybliżenia.
Aktywność substancji wyraża się jako iloczyn ułamka molowego i współczynnika aktywności:
{\displaystyle a_{\mathrm {X} }^{\mathrm {F} }=x_{\mathrm {X} }^{\mathrm {F} }\gamma _{\mathrm {X} }^{\mathrm {F} },}
gdzie:
{\displaystyle x_{\mathrm {X} }^{\mathrm {F} }} – ułamek molowy składnika {\displaystyle \mathrm {X} } w fazie {\displaystyle \mathrm {F} ,}
{\displaystyle \gamma _{\mathrm {X} }^{\mathrm {F} }} – współczynnik aktywności składnika {\displaystyle \mathrm {X} } w fazie {\displaystyle \mathrm {F} .}
Wzór na parametr {\displaystyle K_{\mathrm {X(AB)} }^{a}} przyjmuje postać:
{\displaystyle {\frac {x_{\mathrm {X} }^{\mathrm {A} }\gamma _{\mathrm {X} }^{\mathrm {A} }}{x_{\mathrm {X} }^{\mathrm {B} }\gamma _{\mathrm {X} }^{\mathrm {B} }}}=K_{\mathrm {X(AB)} }^{a}.}
W przybliżeniu załóżmy, że fazy stanowią rozcieńczone mieszaniny składnika {\displaystyle \mathrm {X} ,} więc możemy przyjąć, że współczynniki aktywności nie odbiegają od jedności w stopniu, który wymagałby ich uwzględnienie.
Otrzymujemy wyrażenie na nową stałą {\displaystyle K_{\mathrm {X(AB)} }^{x}} odniesioną do ułamka molowego:
{\displaystyle {\frac {x_{\mathrm {X} }^{\mathrm {A} }}{x_{\mathrm {X} }^{\mathrm {B} }}}=K_{\mathrm {X(AB)} }^{x}.}
W roztworach rozcieńczonych ułamek molowy jest proporcjonalny do stężenia:
{\displaystyle x_{\mathrm {X} }^{\mathrm {F} }=c_{\mathrm {X} }^{\mathrm {F} }V_{\mathrm {m} }^{\mathrm {F} },}
gdzie:
{\displaystyle c_{\mathrm {X} }^{\mathrm {F} }} – stężenie składnika {\displaystyle \mathrm {X} } w fazie {\displaystyle \mathrm {F} ,}
{\displaystyle V_{\mathrm {m} }^{\mathrm {F} }} – objętość molowa fazy {\displaystyle \mathrm {F} .}
Równanie na {\displaystyle K_{\mathrm {X(AB)} }^{x}} przyjmuje postać:
{\displaystyle {\frac {c_{\mathrm {X} }^{\mathrm {A} }V_{\mathrm {m} }^{\mathrm {A} }}{c_{\mathrm {X} }^{\mathrm {B} }V_{\mathrm {m} }^{\mathrm {B} }}}=K_{\mathrm {X(AB)} }^{x}.}
Możemy przyjąć nową stałą {\displaystyle K_{\mathrm {X(AB)} }} równą:
{\displaystyle K_{\mathrm {X(AB)} }=K_{\mathrm {X(AB)} }^{x}{\frac {V_{\mathrm {m} }^{\mathrm {B} }}{V_{\mathrm {m} }^{\mathrm {A} }}}.}
Równanie przyjmuje postać:
{\displaystyle K_{\mathrm {X(AB)} }={\frac {c_{\mathrm {X} }^{\mathrm {A} }}{c_{\mathrm {X} }^{\mathrm {B} }}}.}
Tradycyjnie użyjmy zapisu stężenia w formie nawiasu kwadratowego, aby podkreślić, że jest to stężenie substancji w stanie równowagi:
{\displaystyle K_{\mathrm {X(AB)} }={\frac {[\mathrm {X} ]_{\mathrm {A} }}{[\mathrm {X} ]_{\mathrm {B} }}},}
gdzie:
{\displaystyle [\mathrm {X} ]_{\mathrm {F} }} – stężenie równowagowe składnika {\displaystyle \mathrm {X} } w fazie {\displaystyle \mathrm {F} .}
Ostatnie równość jest najlepiej znaną formą prawa podziału Nernsta i została odkryta przez Berthelota i Jungfleischa (1868).

## Zastosowanie
Układy, w których może zaistnieć równowaga podziałowa (rodzaj równowagi dynamicznej), to np. gazy lub pary rozdzielone membraną półprzepuszczalną, gaz i ciecz oraz dwie ciecze niemieszające się lub oddzielone membraną.
Równanie określa równowagowe stężenia w obu fazach, natomiast ilości substancji w obu fazach zależą od objętości (stosunku objętości) obu faz.
Dla substancji gazowych, jeżeli przybliżymy je modelem gazu doskonałego, to w powyższym wzorze stężenie składnika {\displaystyle [\mathrm {X} ]} obecnego w fazie gazowej można zastąpić ciśnieniem cząstkowym {\displaystyle p_{\mathrm {X} }} według wzoru wynikającego z równania Clapeyrona (równania stanu gazu doskonałego). Zgodnie z nim ciśnienie jest proporcjonalne do stężenia:
{\displaystyle c={\frac {n}{V_{\mathrm {m} }}}={\frac {p}{RT}}\;{}} oraz {\displaystyle {}\;p={\frac {n}{V_{\mathrm {m} }}}RT=cRT.}
W praktycznych zastosowaniach przyjęło się, że dla podziału substancji w układzie gaz/ciecz oraz ciecz/ciecz w liczniku równania umieszcza się stężenie (lub ciśnienie) składnika w górnej fazie (gaz lub ciecz o niższej gęstości).
Jeżeli układ składa się z cieczy organicznej i wody, wówczas najczęściej faza organiczna {\displaystyle (\mathrm {o} )} jest fazą górną, a faza wodna {\displaystyle (\mathrm {w} )} jest fazą dolną i prawo podziału można zapisać jako:
– w układzie ciecz organiczna/woda: {\displaystyle K_{\mathrm {X(ow)} }={\frac {[\mathrm {X} ]_{\mathrm {o} }}{[\mathrm {X} ]_{\mathrm {w} }}}.}
W przypadku równowagi podziału {\displaystyle \mathrm {X} } pomiędzy fazę gazową {\displaystyle \mathrm {g} } oraz fazę ciekłą {\displaystyle \mathrm {l} ,} można w najprostszy sposób opisać ją równaniem:
– w układzie gaz/ciecz: {\displaystyle K_{\mathrm {X(gl)} }={\frac {p_{\mathrm {X} }}{[\mathrm {X} ]_{\mathrm {l} }}}.}
Ostatnie wyrażenie jest matematycznie identyczne z prawem Henry’ego.
Współczynniki podziału (stałe podziału) substancji pomiędzy dwie niemieszające się ciecze można często oszacować, wykorzystując dane nt. rozpuszczalności tej substancji w obu cieczach.
Prawo podziału Nernsta dotyczy identycznych form substancji {\displaystyle \mathrm {X} } w obu fazach. Jeżeli cząsteczki podlegające podziałowi ulegają takim procesom jak asocjacja (zależy nieliniowo od stężenia) czy dysocjacja (zależy od pH, zależy nieliniowo od stężenia), prawo podziału będzie nadal słuszne dla identycznych form tej substancji w obu fazach, ale nie dla całkowitego jej stężenia.
Przykładem układu, w którym prawo Nernsta nie będzie w prosty sposób zachowane, może być np. podział kwasu benzoesowego czy salicylowego (aromatyczne kwasy karboksylowe) pomiędzy rozpuszczalniki o różnej polarności, fazę wodną i fazę organiczną. W wodzie – rozpuszczalniku polarnym – kwasy ulegają dysocjacji, w roztworze obecne są obojętne cząsteczki i aniony. W słabo polarnym rozpuszczalniku organicznym (np. benzen lub toluen), w którym nie zachodzi dysocjacja elektrolityczna, budowa cząsteczek kwasów karboksylowych powoduje, że mają one tendencję do dimeryzacji na skutek tworzenia wiązania wodorowego. Jeżeli da się obliczyć skład roztworu wodnego (trzeba znać stałą dysocjacji) oraz skład roztworu organicznego (konieczne jest określenie stałej równowagi procesu asocjacji), wówczas można wykorzystać prawo podziału Nernsta działające dla obojętnych cząsteczek, aby opisać równowagę podziałową w takim układzie.